# Євфемія (імператриця)
Євфемія (*Euphemia, д/н —523/524) — візантійська імператриця.

## Життєпис
Походження достеменно невідомо. За свідченням історика Прокопія належала до варварської знаті або була рабинею зі слов'ян та римо-даків. Про дату народження замало відомостей. Отримала ім'я Лупіцина (або Лупакія), але за іншою версією це стала подальшим прізвищем (від імена лупа — вовчиця). Спочатку була конкубиною військовика Істока. Десь напочатку 500-х років стала його дружиною. В шлюбі дітей не було.
518 року після смерті імператора Анастасія I у 518 році Істока було обрано імператора. На коронації він прийняв нове ім'я — Юстин. Після цього коронував імператрицею Лупіцину, якій надав ім'я Євфемія.
Незважаючи на недостатню освіченість Євфемія намагалася впливати на рішення чоловіка-імператора. Так, вона підтримувала переслідування монофізитів («Едеська хроніка» і «Суда» зазначає, що саме імператриця була ініціатором переслідувань). Низка візантійських істориків відзначають її скромність та благочестя.
Евфемія активно протистояла укладанню шлюбу Юстиніана з Феодорою, оскільки вони були з різних соціальних класів. Разом з тим підтримала всиновлення Юстиніана та оголошення його спадкоємцем. Лише після смерті Євфемії у 523 або 524 році цей шлюб відбувся. Поховано імператрицю в церкві Св. Євфемії в Константинополі.